# 바셋하운드

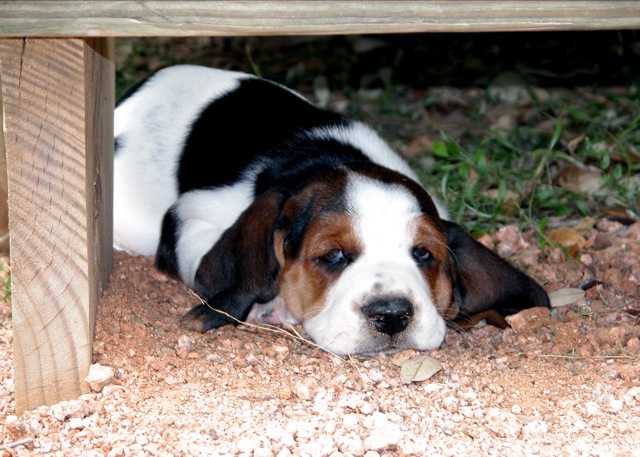
바셋하운드 강아지

바셋하운드(Basset Hound)는 16세기에 처음 발견된 프랑스의 개이다. 헌신적인 성격이다.

## 대중 문화
- 주한 미국 대사관에서 주한 미국 대사에 임명되던 시절 근무하였던 마크 리퍼트가 사육하고 있는 견종인 그릭스비(Grigsby)가 대표적이다.

## 주요 질병
주요 질병으로는 척추디스크, 각막염, 결막염 등이 있으며 그 외에도 폐암이나 신장암, 간암, 대장암 등에도 매우 취약하다.